# Teodora Albon

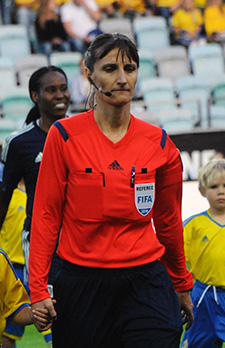
Albon im September 2014

Teodora Albon (* 2. Dezember 1977 in Cisnădie) ist eine rumänische Fußballschiedsrichterin.

## Karriere
Im Ligabetrieb der Männer leitete sie ab der Saison 2007/08 vereinzelt Spiele der Liga 1. Im Frauenbereich wird sie unter anderem regelmäßig in der UEFA Women’s Champions League eingesetzt und leitete in der Saison 2012/13 das Finale zwischen dem VfL Wolfsburg und Olympique Lyon.
Erfahrung bei internationalen Turnieren sammelte sie während der U-20-Fußball-Weltmeisterschaft der Frauen 2012. An der Fußball-Europameisterschaft der Frauen 2013 nahm Albon ebenfalls teil und wurde dort in zwei Gruppenspielen eingesetzt. Bei der Fußball-Weltmeisterschaft der Frauen 2015 leitete sie unter anderem das Achtelfinalspiel zwischen Australien und Brasilien und wurde für das Halbfinalspiel zwischen Deutschland und den USA angesetzt, womit sie die einzige Schiedsrichterin war, die ein Spiel einer Mannschaft der eigenen Konföderation gegen eine Mannschaft einer anderen Konföderation leitete. Am 2. Mai 2016 wurde sie für ihr erstes Olympisches Fußballturnier nominiert.